# Baiyuerius chongzu
Espèce
Baiyuerius chongzu est une espèce d'araignées aranéomorphes de la famille des Agelenidae.

## Distribution
Cette espèce est endémique du Hunan en Chine,. Elle se rencontre dans le xian de Fenghuang.

## Description
Le mâle holotype mesure 11,30 mm et la femelle paratype 11,38 mm.

## Systématique et taxinomie
Cette espèce a été décrite par Wei et Liu en 2025.

## Étymologie
Cette espèce est nommée en l'honneur de Xi-hao Wang.

## Publication originale
- Wei, Zhu, Liu, Zhang & Liu, 2025 : « New species and new combinations of the spider genus Baiyuerius Zhao, B. Li & S. Q. Li, 2023 (Araneae, Agelenidae, Coelotinae). » Zootaxa, no 5636(3), p. 401-442.